# Nourard-le-Franc
Nourard-le-Franc és un municipi francès, situat al departament de l'Oise i a la regió dels Alts de França. L'any 2007 tenia 353 habitants.

## Demografia

### Població
El 2007 la població de fet de Nourard-le-Franc era de 353 persones. Hi havia 131 famílies de les quals 25 eren unipersonals (17 homes vivint sols i 8 dones vivint soles), 42 parelles sense fills, 51 parelles amb fills i 13 famílies monoparentals amb fills.
La població ha evolucionat segons el següent gràfic:
Habitants censats

### Habitatges
El 2007 hi havia 147 habitatges, 136 eren l'habitatge principal de la família, 5 eren segones residències i 7 estaven desocupats. 143 eren cases i 4 eren apartaments. Dels 136 habitatges principals, 110 estaven ocupats pels seus propietaris, 22 estaven llogats i ocupats pels llogaters i 3 estaven cedits a títol gratuït; 1 tenia una cambra, 6 en tenien dues, 18 en tenien tres, 33 en tenien quatre i 78 en tenien cinc o més. 120 habitatges disposaven pel capbaix d'una plaça de pàrquing. A 56 habitatges hi havia un automòbil i a 70 n'hi havia dos o més.

### Piràmide de població
La piràmide de població per edats i sexe el 2009 era:
| Homes | Edats   | Dones |
| ----- | ------- | ----- |
| 0     | 95 o +  | 0     |
| 0     | 90 a 94 | 0     |
| 4     | 85 a 89 | 8     |
| 0     | 80 a 84 | 0     |
| 0     | 75 a 79 | 4     |
| 8     | 70 a 74 | 0     |
| 8     | 65 a 69 | 12    |
| 8     | 60 a 64 | 4     |
| 4     | 55 a 59 | 8     |
| 8     | 50 a 54 | 4     |
| 8     | 45 a 49 | 12    |
| 16    | 40 a 44 | 16    |
| 8     | 35 a 39 | 8     |
| 20    | 30 a 34 | 20    |
| 16    | 25 a 29 | 12    |
| 8     | 20 a 24 | 0     |
| 8     | 15 a 19 | 24    |
| 16    | 10 a 14 | 16    |
| 20    | 5 a 9   | 12    |
| 16    | 0 a 4   | 12    |

## Economia
El 2007 la població en edat de treballar era de 231 persones, 165 eren actives i 66 eren inactives. De les 165 persones actives 146 estaven ocupades (81 homes i 65 dones) i 21 estaven aturades (11 homes i 10 dones). De les 66 persones inactives 23 estaven jubilades, 22 estaven estudiant i 21 estaven classificades com a «altres inactius».

### Ingressos
El 2009 a Nourard-le-Franc hi havia 126 unitats fiscals que integraven 352,5 persones, la mediana anual d'ingressos fiscals per persona era de 17.394 €.

### Activitats econòmiques
Dels 2 establiments que hi havia el 2007, 1 era d'una empresa de construcció i 1 d'una empresa d'informació i comunicació.
L'any 2000 a Nourard-le-Franc hi havia 11 explotacions agrícoles que ocupaven un total de 546 hectàrees.

## Equipaments sanitaris i escolars
El 2009 hi havia una escola elemental integrada dins d'un grup escolar amb les comunes properes formant una escola dispersa.

## Poblacions més properes
El següent diagrama mostra les poblacions més properes.